# Sara Paris
Sara Paris (ur. 19 lipca 1985 roku w Verbania) – włoska siatkarka, reprezentantka Włoch, grająca na pozycji libero. 

## Sukcesy reprezentacyjne
Mistrzostwa Europy Kadetek:
- 2001

## Nagrody indywidualne
- 2001: Najlepsza libero Mistrzostw Europy Kadetek
- 2001: Najlepsza broniąca Mistrzostw Świata Kadetek